# Kryptops palaios
Kryptops palaios (gr."cara cubierta antigua") es la única especie conocida del género extinto Kryptops  de dinosaurio terópodo abelisáurido, que vivió a finales del período Cretácico, hace aproximadamente hace 115 y 110 millones de años, entre el Aptiense y Albiense, en lo que hoy es África.  Se basa en un esqueleto parcial encontrado en Gadoufaoua en el desierto occidental de Teneré, Níger. Este dinosaurio fue descrito por Paul Sereno y Stephen Brusatte en el 2008, con una sola especie hasta la fecha: K. palaios.
El holotipo, MNN GAD1, incluye un maxilar con algunos dientes, vértebras, costillas, y la cintura pélvica y sacro, perteneciendo a un adulto cerca de 6 a 7 metros de largo. Este espécimen representa uno de los abelisáuridos conocidos más antiguos, presentando la cara maxilar muy marcada con la presencia de hoyos y de impresiones de vasos sanguíneos indicando que había una cubierta unida firmemente a la cara, quizás de queratina. Sereno y Brusatte realizaron un análisis cladístico para demostrar que Kryptops era el miembro más basal de la familia Abelisauridae. Está  basada en varias características, incluyendo un maxilar texturizado externamente por las impresiones de los surcos vasculares y una fosa anteorbital estrecha, que colocan claramente a Kryptops palaios dentro de Abelisauridae como su miembro más antiguo conocido. Carrano et al., por otra parte, consideraron a Kryptops palaios como una quimera, y afirmaron que sus restos postcraneales, especialmente la pelvis y el sacro, hallados a unos 15 metros del maxilar holotipo, en realidad pertenecen a un carcarodontosáurido, posiblemente a Eocarcharia dinops.

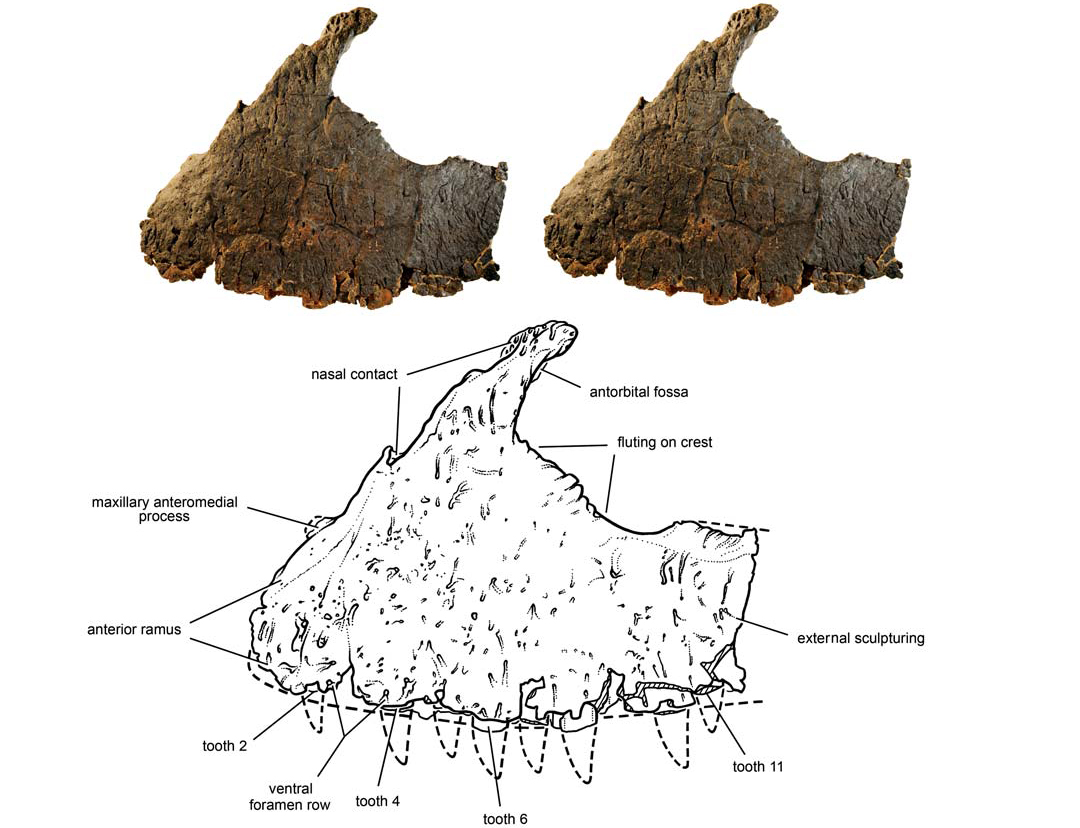
Ilustración del maxilar izquierdo.
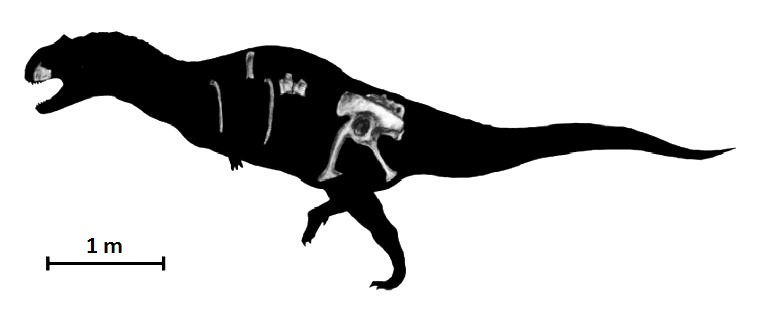
Silueta de Kryptops con los huesos encontrados.
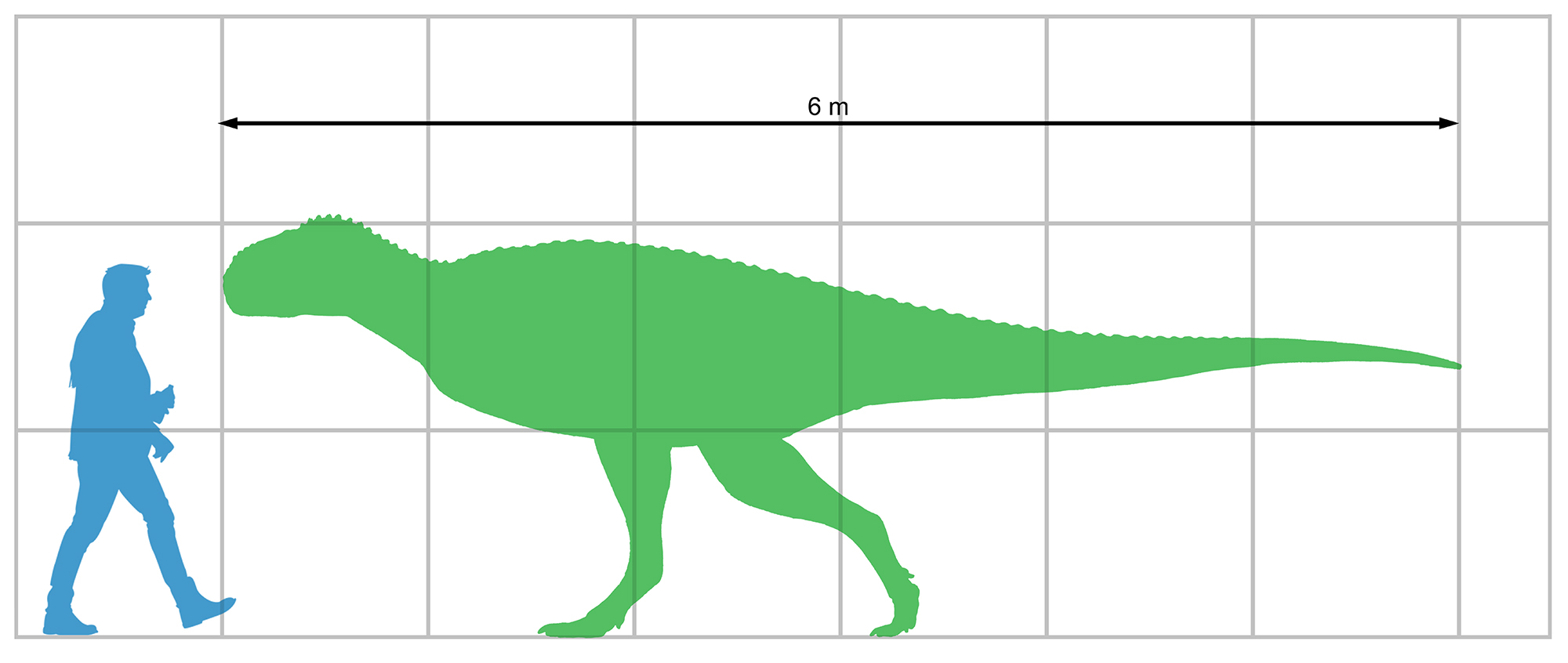
Comparación con un humano.